# Tarantella (pel·lícula)
Tarantella és una pel·lícula estatunidenca dramàtica de 1995, dirigida per Helen De Michiel i protagonitzada per Mira Sorvino, rodada durant la tardor de 1994. Es va estrenar el 7 de juny de 1995 al Seattle International Film Festival i es va projectar per primera vegada en cinemes el 15 de març del 1996. Aquesta pel·lícula ha estat doblada al català.

## Argument
Diane Di Sorella, una jove fotògrafa professional italoamericana, ha de tornar de cop i volta a Nova Jersey, on va créixer, quan la seva mare mor inesperadament per a arreglar la seva finca. En els darrers anys, Diane i la seva mare no es duien bé, i comença a recordar-la amargada i ressentida, a qui va acabar abandonant. Alhora, comença a redescobrir el patrimoni que va refusar molt de temps enrere quan és entre els seus antics veïns empaquetant les coses de la casa. Llavors coneix una amiga proper de la seva difunta mare i la seva àvia, en qui troba suport en aquest moment difícil i qui també li dona l'últim regal de la seva mare: el diari secret que aquesta escrivia, i com està escrit en italià la dona se'l llegeix a Diane. Això l'ajuda a aprendre més coses sobre la història de la seva mare, i a mesura que ho fa finalment fa les paus amb la seva relació i amb la sèva pròpia herència italiana.

## Repartiment
- Mira Sorvino: Diane Di Sorella
- Rose Gregorio: Pina
- Matthew Lillard: Matt
- Frank Pellegrino: Lou
- Stephen Spinella: Frank
- Maryann Urbano: mare
- Antonia Rey: àvia
- Gaetano Lisco: pare
- Carol Dante: ballarina de tarantel·la